# Mesples
Mesples – miejscowość i gmina we Francji, w regionie Owernia-Rodan-Alpy, w departamencie Allier.

## Demografia
Według danych na rok 1990 gminę zamieszkiwało 149 osób, a gęstość zaludnienia wynosiła 10 osób/km². W styczniu 2015 r. Mesples zamieszkiwały 132 osoby, przy gęstości zaludnienia wynoszącej 8,9 osób/km².